# 99.9F°
99.9F° je čtvrté album americké písničkářky Suzanne Vega, které vyšlo v roce 1992. Po překvapivém úspěchu remixu singlu Tom’s Diner z předchozí desky, kterým zazářila do té doby neznámá formace DNA, začíná Vega využívat více elektrických nástrojů. Z této desky jsou singly When Heroes Goes Down, Blood Makes Noise a 99.9F°.

## Seznam skladeb
1. Rock In This Pocket (Song Of David)
2. Blood Makes Noise
3. In Liverpool
4. 99.9F°
5. Blood Sings
6. Fat Man & Dancing Girl
7. (If You Were) In My Movie
8. As A Child
9. Bad Wisdom
10. When Heroes Go Down
11. As Girls Go
12. Song Of Sand
13. Private Goes Public

## Obsazení
- Suzanne Vega – zpěv, kytara
- Jerry Marotta – bicí, perkuse
- Bruce Thomas – baskytara
- David Hidalgo – kytara
- Mitchell Froom – klávesy
- Tchad Blake – kytara
- Richard Pleasance – kytara
- Mike Visceglia – bezpražcová baskytara
- Marc Shulman – buzuku
- Jerry Scheff – kontrabas
- Greg Smith – saxofon
- Richard Thompson – kytara
- Sid Page – housle
- Joel Derouin – housle
- Maria Newman – viola
- Larry Corbett – violoncello

## Umístění v hitparádách
| Vrchol | Země           |
| ------ | -------------- |
| 20.    | Velká Británie |
| 27.    | Německo        |
| 86.    | Spojené státy  |